# Dennis P. McAuliffe

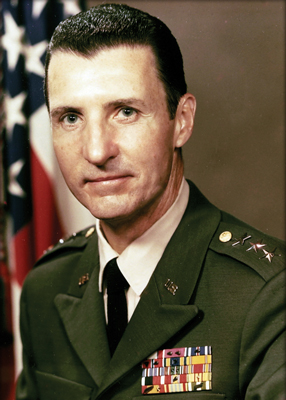
Generalleutnant Dennis P. McAuliffe (1975)

Dennis Philip McAuliffe (* 8. April 1922 in New York City; † 31. Juli 2012 in Fort Belvoir, Fairfax County, Virginia) war ein US-amerikanischer Offizier und zuletzt Generalleutnant der US Army und Regierungsbeamter, der unter anderem von 1975 bis 1979 Befehlshaber des Südkommandos der US-Streitkräfte SOUTHCOM (US Southern Command) war. Er fungierte zudem zwischen 1979 und 1989 als erster Verwalter der Panamakanalkommission (Administrator of the Panama Canal Commission).

## Leben
Dennis Philip McAuliffe begann nach dem Schulbesuch eine Offiziersausbildung an der US Military Academy (USMA) in West Point. Zugleich absolvierte er dort ein Studium der Militärwissenschaften, das er 1944 mit einem Bachelor of Science (BS Military Science) beendete. Im Anschluss fand er zahlreiche Verwendungen als Offizier wie zunächst als Feldartillerieoffizier bei der 89. Infanteriedivision (89th Infantry Division), der sogenannten „Rolling W“. Im April 1945 war er als junger Leutnant einer Einheit im Zwangsarbeitslager Ohrdruf, einem Teil des größeren Konzentrationslagers Buchenwald, einmarschiert. Ohrdruf war das erste Konzentrationslager der Nazis, das in die Hände der USA fiel. In Archivfilmen der Befreiung ist McAuliffe zu sehen, wie er SS-Angehörigen und örtlichen Bürgern befiehlt, eine Todeskammer zu betreten und sich die Opfer des Holocaust anzusehen. Als drei hochrangige Armeegeneräle – Dwight D. Eisenhower, Omar N. Bradley und George S. Patton – das Lager besuchten, war er nahe genug, um ihre Gesichtsausdrücke zu sehen. 
Er absolvierte später ein Studium im Fach Elektrotechnik an der University of Pennsylvania, das er 1950 mit einem Master of Science (MS Electrical Engineering) abschloss. Er war zwischen 1964 und 1965 Artillerieoffizier im Hauptquartier des I. Korps (I Corps) in Korea und wurde für die dortigen Verdienste erstmals mit dem Legion of Merit ausgezeichnet. Nach seiner Rückkehr wechselte er in das Büro des Vorsitzenden des Vereinigten Generalstabs (Chairman of the Joint Chiefs of Staff), General Earle Wheeler, und war dort zunächst zwischen 1966 und 1967 Vertreter des Heeres in der Stabsgruppe sowie im Anschluss von 1967 bis 1969 Verwaltungsstabsoffizier (Executive Officer) des Vorsitzenden des Vereinigten Generalstabs. Für seine militärischen Verdienste wurde er erneut mit dem Legion of Merit ausgezeichnet.
Während des Vietnamkrieges war McAuliffe zunächst von 1969 bis 1970 stellvertretender Kommandeur der 1. Infanteriedivision (1st Infantry Division), der sogenannten „Big Red One“, sowie daraufhin zwischen 1970 und 1971 stellvertretender Chefberater des in Südvietnam stationierten III. Korps (III Corps) und der dortigen Militärregion 3. Zugleich fungierte er als Kommandierender General der Militärischen Unterstützungs- und Beratergruppe MAAG (Military Assistance Advisory Group) im III. Korps und der Militärregion 3. Für seine Verdienste wurde er mit der Army Distinguished Service Medal geehrt. Anschließend wechselte er 1971 ins Oberste Hauptquartier der Alliierten NATO-Streitkräfte in Europa SHAPE (Supreme Headquarters Allied Powers Europe) und war dort bis 1973 Leiter des Referats Politik der Abteilung Planung und Politik (Plans and Policy Division). Für seine Verdienste wurde ihm abermals der Legion of Merit verliehen.
Nach seiner Rückkehr fungierte Dennis P. McAuliffe zunächst von 1973 bis 1974 als stellvertretender Kommandierender General für die Entwicklung von kombinierten Kampfeinsatzaktivitäten (Deputy Commanding General, Combined Arms Combat Developments Activity) im neu eingerichteten US Army Combined Arms Center USACAC in Fort Leavenworth. Im Anschluss folgte eine Verwendung im US-Verteidigungsministerium, wo er zwischen 1974 und 1975 Direktor der Region Europa im Büro des Leiters der Unterabteilung Internationale Sicherheitsangelegenheiten (Assistant Secretary of Defense for International Security Affairs), Robert Fred Ellsworth, war.
Im August 1975 wurde Lieutenant General McAuliffe Nachfolger von General William B. Rosson als Oberbefehlshaber des Südkommandos der US-Streitkräfte SOUTHCOM (Commander in Chief, US Southern Command), das in Quarry Heights in der Panamakanalzone stationiert war. Er hatte dieses Kommando bis September 1979 inne, woraufhin Generalleutnant Wallace H. Nutting ihn ablöste. Er war zugleich in Personalunion von August 1975 bis September 1979 Mitglied des Koordinierungsausschusses für ziviles Personal (Canal Zone Civilian Personnel Coordinating Board) und des Panama-Überprüfungsausschusses (Panama Review Committee). Für seine Verdienste wurde ihm die Defense Distinguished Service Medal verliehen.
Am 31. Juli 1979 wurde Dennis P. McAuliffe von US-Präsident Jimmy Carter zum ersten Verwalter der Panamakanalkommission (Administrator of the Panama Canal Commission) ernannt. Diese Position wurde durch die Torrijos-Carter-Verträge über den Panamakanal geschaffen und durch die damals im US-Kongress anhängigen Gesetze zur Umsetzung der Verträge festgelegt. Damit wurde die Panamakanalzone unter eine gemeinsame US-panamaische Kontrolle gestellt. Er bekleidete das Amt des Administrators zehn Jahre lang bis 1989 und wurde daraufhin von Gilberto Guardia Fabrega abgelöst.

## Auszeichnungen
Auswahl der Dekorationen, sortiert in Anlehnung der Order of Precedence of Military Awards:
- Defense Distinguished Service Medal
- Army Distinguished Service Medal
- Legion of Merit (3 x)